# یواس‌اس وینسنس (۱۸۲۶)

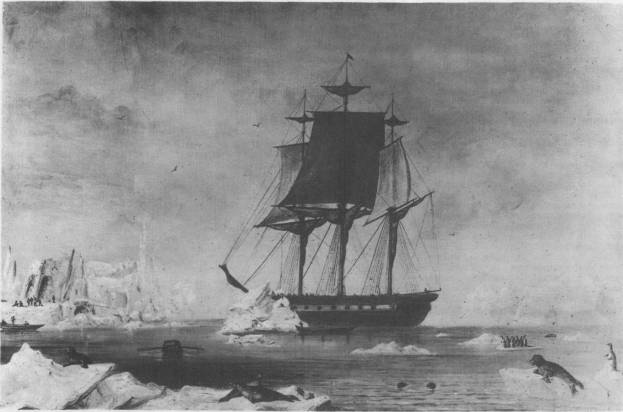
کشتی یواس‌اس وینسنس (۱۸۲۶)

یواس‌اس وینسنس (۱۸۲۶) (به انگلیسی: USS Vincennes (1826)) یک کشتی بود که طول آن ۱۲۷ فوت (۳۹ متر) بود. این کشتی در سال ۱۸۲۶ ساخته شد.